# Ion Bold
Ion Bold (n. 21 iulie 1935) este un fost senator român în legislatura 1996-2000 ales în județul Arad pe listele partidului PDSR. În legislatura 1996-2000, Ion Bold a fost membru în grupurile parlamentare de prietenie cu Republica Franceză-Senat și Republica Islamică Pakistan. Ion Bold a fost membru în comisia pentru administrația publică și amenajarea teritoriului și a inițiat 4 propuneri legislative din care 1 a fost promulgată lege.
În legislatura 1992-1996, Ion Bold a fost deputat ales pe listele PER și membru în comisia pentru administrația publică și amenajarea teritoriului. În decembrie 1994, Ion Bold a devenit deputat neafiliat.
Ion Bold este inginer agronom, profesor universitar asociat la Universitatea de Științe Agronomice din București.